# 윔프 (서비스)
윔프(WiMP)는 음악 스트리밍 서비스이다. 모바일, 태블릿, 네트워크 플레이어, 컴퓨터에서 이용 가능하다. 96kbs AAC+ 파일과 320kbs AAC 파일을 사용한다. 음질 선택은 옵션 란에서 할 수 있다. 또한 FLAC과 ALAC을 지원하는 Hi-Fi기기도 제공한다.

## 같이 보기
- 라스트 FM
- 스포티파이
- 그루브샤크